# (197196) Jamestaylor
(197196) Jamestaylor ist ein Asteroid des äußeren Hauptgürtels, der am 15. November 2003 vom US-amerikanischen Amateurastronomen David Healy an dem von ihm gegründeten Junk Bond Observatory in Sierra Vista, Arizona (IAU-Code 701) entdeckt wurde.
Der Asteroid wurde am 7. Juni 2009 nach James Taylor (* 1965) benannt, der im Huachuca Astronomy Club aus Sierra Vista für die Öffentlichkeitsarbeit zuständig ist.